# Сільський округ Саїна Шапагатова
Сільський округ Саї́на Шапага́това (каз. Сайын Шапағатов ауылдық округі, рос. Сельский округ Саина Шапагатова) — адміністративна одиниця у складі Тупкараганського району Мангистауської області Казахстану. Адміністративний центр та єдиний населений пункт — село Саїна Шапагатова.
Населення — 8947 осіб (2021; 1366 у 2009, 385 у 1999, 416 у 1989).
Станом на 1989 рік існувала Акшукурська сільська рада (села Акшукур, Тельман). 2010 року село Саїна Шапагатова (колишнє Тельман) утворило окремий сільський округ Саїна Шапагатова.